# Große Synagoge von London

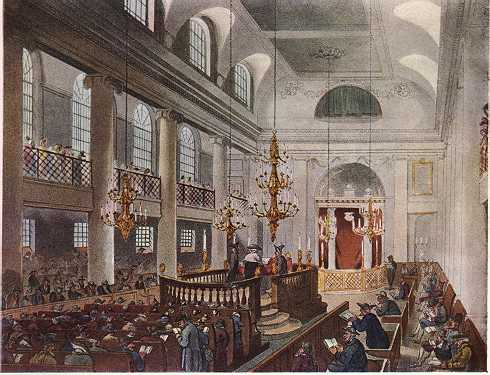
Die Große Synagoge von London 1809 (Bildnis aus Rudolph Ackermanns Microcosm of London)

Die Große Synagoge von London (englisch Great Synagogue of London) stellte jahrhundertelang das Zentrum des aschkenasisch-jüdischen Lebens in der britischen Hauptstadt dar; während des Zweiten Weltkriegs wurde sie beim Angriff der Deutschen Luftwaffe (The Blitz) zerstört.

## Geschichte

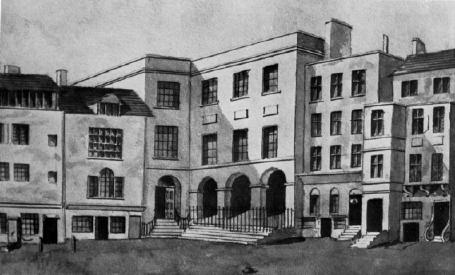
Tuschezeichnung der Großen Synagoge, ca. 1820

Die erste aschkenasische Synagoge in London wurde 1690, nach der Rückkehr von Juden nach England im selben Jahrhundert, am Duke's Place erbaut, nördlich von Aldgate. Die Gemeinde wuchs, so dass 1722 ein neues Gebäude errichtet wurde, finanziert durch den Geschäftsmann und Philanthropen Moses Hart. Ein erweiterter Bau, entworfen von George Dance dem Älteren, wurde 1766 eingeweiht.
Zwischen 1788 und 1790 wurde schließlich eine dritte Synagoge an derselben Stelle erbaut. Dieser dritte Bau bestand bis zur Zerstörung durch die Bomben der deutschen Luftwaffe am 10. Mai 1941. Ungewöhnlich für die damalige Zeit war, dass der wichtigste Stifter der Synagoge eine Frau war, Judith Hart Levy, eine Nachfahrin von Moses Hart. Der Architekt war James Spiller; das Gebäude wurde in dem klassischen Stil errichtet, der für den schottischen Architekten John Adam kennzeichnend war. Der Bau wurde 1832 und 1852 renoviert und repariert, in den Jahren 1899 und 1930 mit kleineren Umbauarbeiten erneut restauriert.
Adolphus Frederick, 1. Duke of Cambridge, Ernst August, Duke of Cumberland und Augustus Frederick, Duke of Sussex, alle Söhne von Georg III., besuchten die Große Synagoge im Jahr 1809, wo sie dem dort stattfindenden Gottesdienst beiwohnten. Das war für Angehörige des anglikanischen Königshauses ungewohnt.

## Rabbiner
Die Rabbiner der Synagoge mit ihren Amtszeiten innerhalb der Gemeinde:
- Aaron Hart, 1704–1756
- Hart Lyon, 1758–1764
- David Tevele Schiff, 1765–1792
- Solomon Hirschell, 1802–1842
- Nathan Marcus Adler, 1845–1890
- Hermann Adler, 1890–1911
- Joseph Herman Hertz, 1913–1946